# Leonie Schwertmann
Leonie Schwertmann est une joueuse allemande de volley-ball née le 12 janvier 1994 à Muenster. Elle mesure 1,90 m et joue au poste de centrale. Elle totalise 56 sélections en équipe d'Allemagne.

## Clubs
| Club                   | De        | À         |
| ---------------------- | --------- | --------- |
| TSV Frankenberg        | 2007-2008 | 2007-2008 |
| TV Biedenkopf          | 2008-2009 | 2008-2009 |
| TV Wetter              | 2009-2010 | 2009-2010 |
| USC Münster            | 2010-2011 | 2016-2017 |
| Rote Raben Vilsbiburg  | 2017-2018 | 2018-2019 |
| Stade Français         | 2019-2020 | 2019-2020 |
| Ladies in Black Aachen | 2020-2021 | 2021-2022 |